# ラ・カハ・マヒカ
カハ・マヒカ（スペイン語: Caja Mágica, 英語: The Magic Box、正式名称：マンサナーレス・パーク・テニスセンター）は、スペイン・マドリードのウセラ地区に位置する屋内競技場である。

## 概要
「カハ・マヒカ」とはスペイン語で「魔法の箱」を意味する言葉であり、2016年を想定したマドリードオリンピック構想の際にはテニス会場として使用される予定だった。2009年からATPツアー、WTAツアーのマドリード・オープンの会場として利用され、その他、バスケットボールのレアル・マドリード・バロンセストのホームアリーナとして利用されていた。
2010年にはMTVヨーロッパ・ミュージック・アワードが開催された。
2012年2月8日、スペインのF1チームであるHRTが施設の11000平方メートルを使用してチーム本拠地として使用することを発表した。2019年と21年に予定されているデ杯決勝大会は当地で開催。2024年にはジュニアユーロビジョン歌謡祭が当地で開催予定